# Průlomová cena v základní fyzice
Průlomová cena v základní fyzice je ocenění udílené každoročně od roku 2012 vědcům a vědeckým týmům působícím v základní fyzice. Na rozdíl od Nobelových cen není počet příjemců omezen, cenu může získat i tým a ceny jsou udíleny i za experimentální výsledky. Finanční odměna je oproti Nobelově ceně více než dvojnásobná.
Kromě základní ceny udílené každoročně může být mimořádně udělena Speciální průlomová cena v základní fyzice (Special Breakthrough Prize in Fundamental Physics) se stejnou finanční dotací. Začínající vědci, kteří dosáhli významných výsledků mohou získat New Horizons in Physics Prize s dotací 100 000 dolarů.